# Terpszikhoré
Terpszikhoré („táncos kedvű”) a kilenc múzsa egyike. A görög mitológiában a tánc és a drámai kardalok megszemélyesítője, Zeusz és Mnémoszüné lánya.
Nevét az ógörög τέρπεω (’gyönyörködtető’) és χoρός (’tánc’) szavak után kapta.
A róla készült műalkotásokon leggyakrabban táncos pózban láthatjuk, vagy táncolók körében ülve, amint lantot penget. Egyes mondák szerint Akhelóosztól, a legnagyobb görögországi folyó istenétől született gyermekei a szirének.

## Érdekességek
Az 1947-ben készült Down to Earth című filmben Terpszikhoré szerepét Rita Hayworth játszotta.
Az 1980-ban készült Xanadu című zenés filmben Terpszikhoré alakítójaként Olivia Newton-Johnt láthatjuk.
A „Terpsichore” címet viseli Michael Praetorius táncdalgyűjteménye.